# 宿毛リゾート椰子の湯
宿毛リゾート椰子の湯（すくもリゾートやしのゆ）は、高知県宿毛市大島にある国民宿舎である。
1968年4月に「国民宿舎椰子」としてオープン。2016年に館内をリニュアルして、それまでの「オーシャンリゾート椰子」から「宿毛リゾート椰子の湯」に名称変更してオープンした。宿毛湾にある大島の西側高台に立地しており、施設からは宿毛湾と咸陽島を望む事ができ、条件が良ければダルマ夕日が見え、その景色が四国八十八景42番に選定されている。

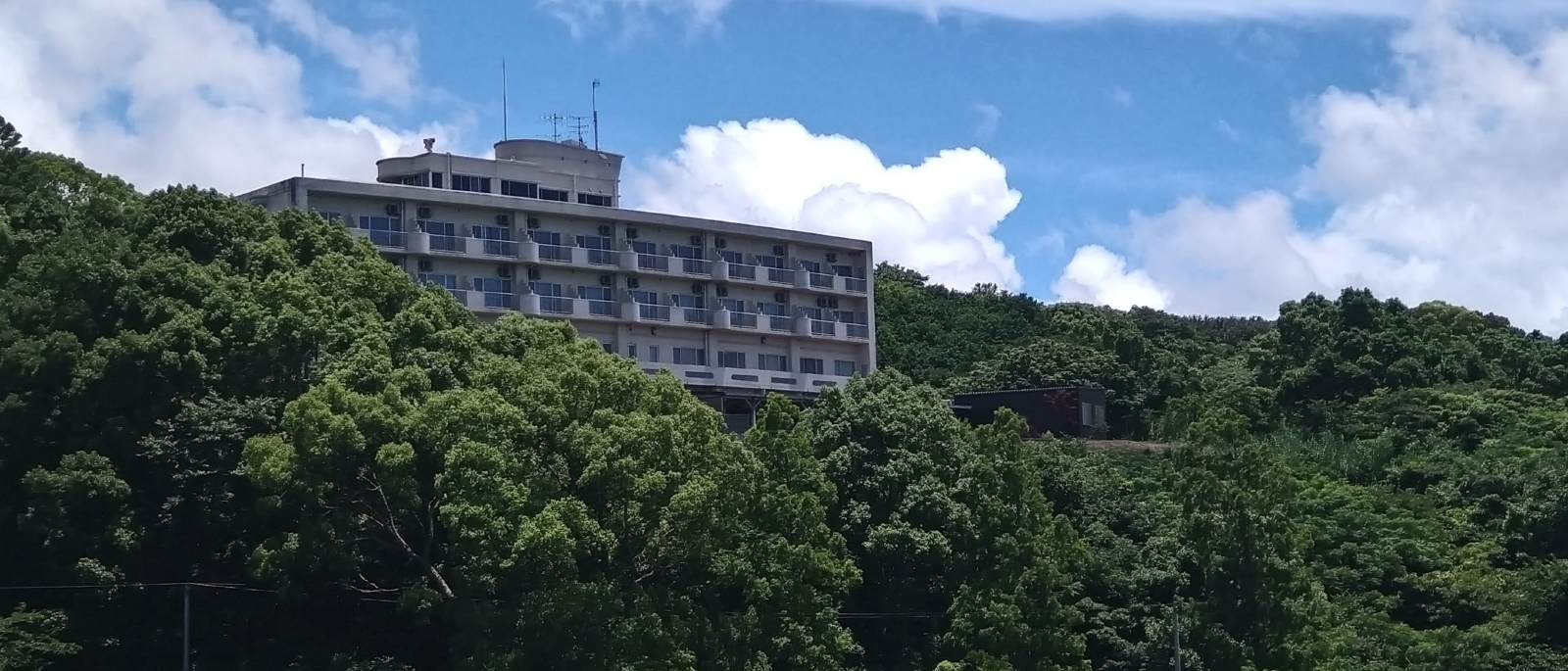
海側から
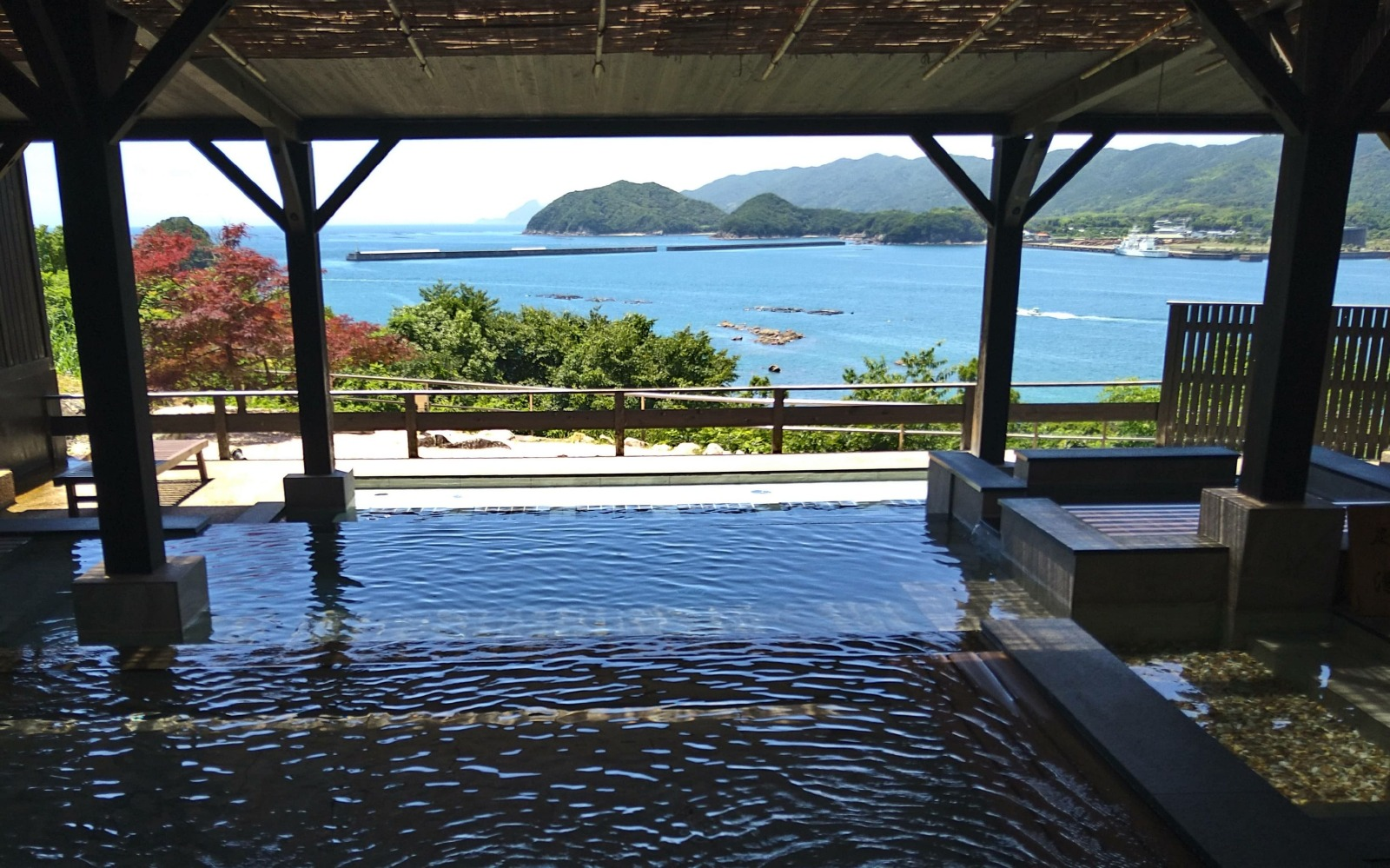
棚湯
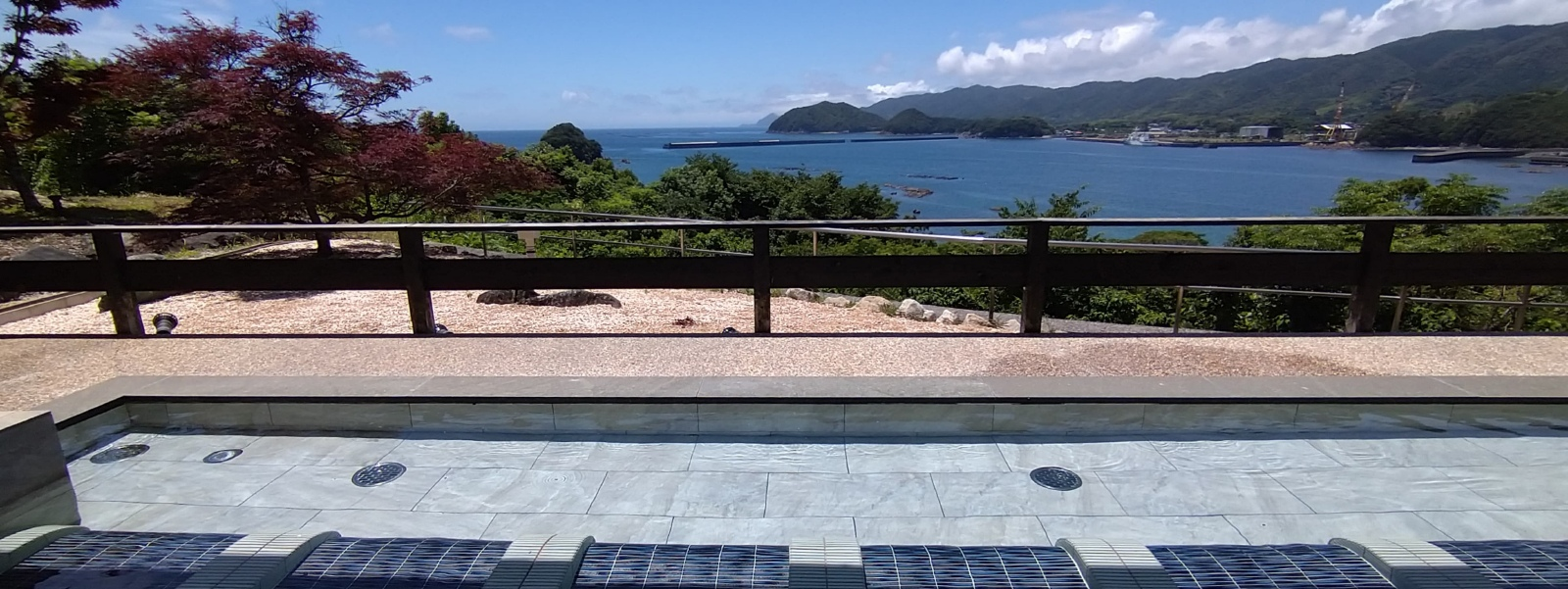
露天風呂からの眺め
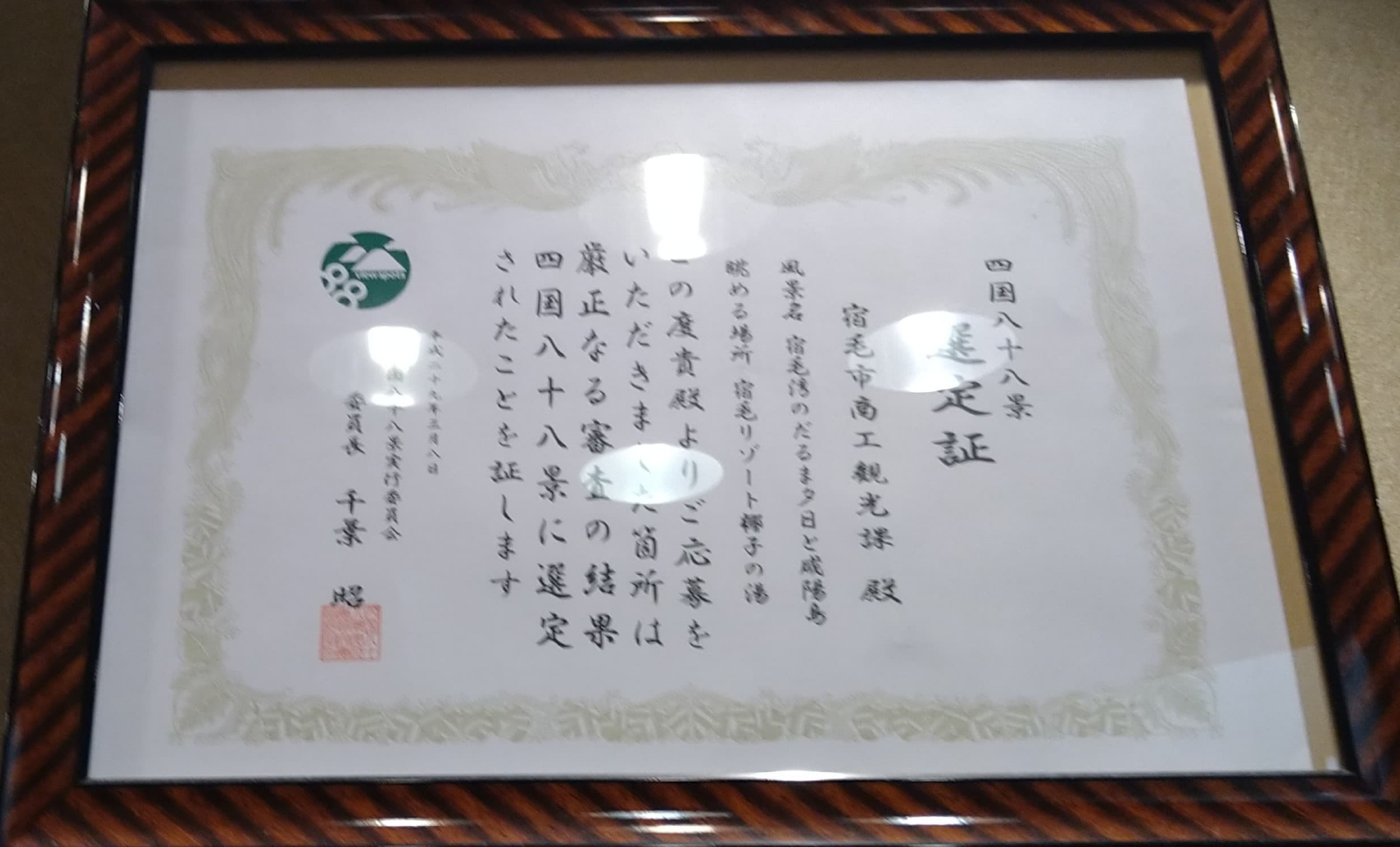
四国八十八景 選定証

## 館内施設
- 客室 3階と4階（全24部屋）そのうち和洋室が20室、洋室が4室。
- 会議室・宴会場 2階
- レストラン
- 売店
- 喫茶･ベランダ
- 温泉施設「人工ヘルストン泉]：日帰り入浴 6:00～8:30、13:00～22:00 大人650円

　露天風呂：檜風呂・棚湯　大浴場　ドライサウナ
- 駐車場56台

## アクセス
- 土佐くろしお鉄道宿毛駅よりタクシーで約10分。
- 高知より国道５６号線で宿毛へ140km
- 宇和島より国道５６号線を南に約65km